# Ма (фільм)
«Ма» (англ. Ma) — американський трилер 2019 року про групу підлітків, які потоваришували з жінкою середніх років. Вона дозволяє їм провести вечірку в себе вдома, після чого діти починають спостерігати дивні речі, пов'язані з нею.

## Сюжет
Еріка повертається зі своєю дочкою-підлітком у своє рідне місто в штаті Огайо, після того як чоловік кинув її. Дівчина знайомиться з Енді, Гейлі, Чейзом і Даррелом. Вони запрошують нову знайому випити. Компанія вмовляє Сью Енн купити алкоголь. Наступного дня жінка сама запрошує підлітків до себе в підвал. З цього часу молоді люди стають її частими гостями. Та доброта жінки з часом починає декого дратувати. До того ж Меггі й Гейлі починають підозрювати Еллінгтон у крадіжці. Дівчата проникають в будинок у її відсутність та знаходять Джинні, дочку Сью Енн від невдалого шлюбу. Вона рідко бувала в школі й певний час користувалась інвалідним візком. Пізніше з'ясувалось, що мати робила уколи, щоб тримати Джинні вдома. Джинні попереджає незваних гостей про скоре повернення матері. Меггі та Гейлі вдається помітити безліч доказів: свої фотографії, своїх батьків.
Батько Енді, Бен, вимагає в Сью Енн триматися від його сина якомога далі. Водночас жінка згадує як у шкільні роки стала жертвою сексуального приниження, коли була закохана в Бена. Тоді Бена підтримав майже увесь клас. Сью Енн злітає з котушок - вона на смерть збиває співмешканку Бена. Невдовзі жінка бере кров у собаки Меггі, яку принесли на лікування до неї. 
Еллінгтон заманює Бена до себе. Він отямлюється і жінка переливає йому собачу кров, що вбиває полоненого. Наступного дня підлітки проводять вечірку в підвалі Сью Енн. Меггі, яка була покарана матір'ю, залишилась дома та побачила відео одурманених друзів. Вона їде їх рятувати. В будинку дівчина знаходить своїх друзів і труп Бена. Еллінгтон кидається на Меггі та вколює ліки, які діють як снодійне.
Сью Енн користуючись непритомністю гостей фізично знущається з них. До будинку прибуває офіцер поліції. Не бачачи іншого виходу, власниця хати вбиває його. Після цього Еллінгтон садить непритомних підлітків, щоб Меггі сфотографувала їх разом. Потім жінка робить спробу повісити дівчину, але Джинні перешкоджає цьому. Через необачність будинок спалахує. Прибуває Еріка, яка намагається врятувати дітей. Еріка знала про плани Бена щодо знущання з Еллінгтон, але вона тоді не зупинила його і тепер жінка вибачилась за все. Меггі завдає удар Сью Енн ножем. Всі вибігають надвір, а Еллінгтон піднімається на гору та лягає поряд з Беном.

## У ролях
| Актор            | Роль                   |
| ---------------- | ---------------------- |
| Октавія Спенсер  | Сью Енн «Ма» Еллінгтон |
| Джульєтт Льюїс   | Еріка Томпсон          |
| Люк Еванс        | Бен Гокінс             |
| Еллісон Дженні   | доктор Брукс           |
| Даяна Сільверс   | Меггі Томпсон          |
| Міссі Пайл       | Мерседес               |
| Маккайлі Міллер  | Гейлі                  |
| Корі Фогельманіс | Енді Гокінс            |
| Джанні Паоло     | Чейз                   |

## Створення фільму

### Виробництво
Зйомки фільму тривали з лютого по березень 2018 року і проходили в Міссісіпі.

### Знімальна група
- Кінорежисер — Тейт Тейлор
- Сценарист — Скотті Лендіс
- Кінопродюсер — Джейсон Блум, Тейт Тейлор, Джон Норріс
- Композитор — Грегорі Тріпі
- Кінооператор — Крістіна Ворос
- Кіномонтаж — Люсі Дональдсон, Джин Лі
- Художник-постановник — Марк Фісічелла
- Художник-декоратор — Кармен Невіс
- Художник-костюмер — Меган Коатс
- Підбір акторів — Керрі Барден, Пол Шні[5]

## Сприйняття
Фільм отримав змішані відгуки. На сайті Rotten Tomatoes оцінка стрічки становить 59 % на основі 146 відгуків від критиків (середня оцінка 5,7/10) і 68 % від глядачів із середньою оцінкою 3,7/5 (3 487 голосів). Фільму зарахований «стиглий помідор» від кінокритиків та «попкорн» від глядачів, Internet Movie Database — 6,1/10 (2 844 голоси), Metacritic — 53/100 (39 відгуків критиків) і 6,5/10 (26 відгуків від глядачів).